# En helt ny jul
En helt ny jul är ett julalbum av Amy Diamond, och hennes första album på svenska. Det släpptes 2008 av Bonnier Amigo Music Group. Albumet innehåller både äldre och nyare julsånger.

## Låtlista
| Nr | Låt                                             | Musik                               | Text                                | Längd |
| -- | ----------------------------------------------- | ----------------------------------- | ----------------------------------- | ----- |
| 1  | Nu tändas tusen juleljus "(instrumental-intro)" | Emmy Köhler                         | Emmy Köhler                         | 0:30  |
| 2  | När vi närmar oss jul                           | Anders Glenmark                     | Anders Glenmark                     | 4:21  |
| 3  | En helt ny jul                                  | Robert Habolin                      | Robert Habolin                      | 4:16  |
| 4  | Hej, mitt vinterland                            | Britt Lindeborg                     | Britt Lindeborg                     | 2:18  |
| 5  | Mer jul                                         | Adolphson-Falk                      | Adolphson-Falk                      | 3:36  |
| 6  | När julen rullar över världen                   | Allan Eyvind och Patrik Frisk       | Allan Eyvind och Patrik Frisk       | 4:02  |
| 7  | Jul, jul, strålande jul                         | Gustaf Nordqvist                    | Edvard Evers                        | 2:40  |
| 8  | Tänd ett ljus                                   | Niklas Strömstedt och Lasse Lindbom | Niklas Strömstedt och Lasse Lindbom | 4:38  |
| 9  | Kom håll min hand                               | Pelle Ekerstam                      | Pelle Ekerstam                      | 3:51  |
| 10 | Viskar en bön                                   | Mauro Scocco och Peter Hallström    | Mauro Scocco och Peter Hallström    | 3:16  |
| 11 | Betlehems stjärna ("Gläns över sjö och strand") | Alice Tegnér                        | Viktor Rydberg                      | 4:53  |
| 12 | Julen är här                                    | Billy Butt och Sölve Rydell         | Billy Butt och Sölve Rydell         | 3:17  |
| 13 | Nu tändas tusen juleljus "(Instrumental-outro)" | Emmy Köhler                         | Emmy Köhler                         | 0:47  |

## Medverkande
- Amy Diamond - Sång
- Per Lindvall - Trummor
- Sven Lindvall - Bas
- Mats Schubert (BKO) - Keyboard
- Ola Gustafsson - Gitarr

## Listplaceringar
| Lista (2008-2009) | Topplacering |
| ----------------- | ------------ |
| Sverige           | 8            |